# Purpurglansstare
Purpurglansstare (Lamprotornis purpureus) är en afrikansk fågel i familjen starar inom ordningen tättingar. Den förekommer i ett band söder om Sahara från Senegal till Kenya. IUCN kategoriserar den som livskraftig.

## Kännetecken

### Utseende

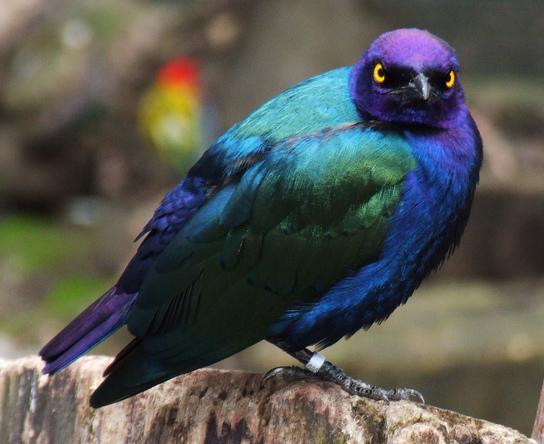

Purpurglansstaren är en rätt satt, 22–23 centimeter lång stare med metallisk purpurglans på huvud och kropp. Vingarna är grönglänsande, ögat är gult och stjärten kort. Könen är lika, men ungfåglarna är mycket mattare med grå undersida och brun iris.

### Läten
Purpurglansstaren låter höra en serie med tjirpande och melodiska läten; även ett "skaar".

## Utbredning och systematik
Purpurglansstare delas in i två underarter med följande utbredning:
- Lamprotornis purpureus purpureus – förekommer från Senegal till Kamerun
- Lamprotornis purpureus amethystinus – förekommer från Kamerun till Kenya

Arten har observerats i Sverige, men det har bedömts osannolikt att den nått landet på naturlig väg.

## Levnadssätt
Purpurglansstaren är en social och högljudd fågel som låter höra typiska starlika tjatter och gnissel. Den är en vanlig fågel i öppet landskap och odlingsbygd. Fågeln är som de flesta starar allätare som intar både insekter och frukt. Den häckar i ett hålutrymme och lägger normalt två ägg.

## Status och hot
Arten har ett stort utbredningsområde och en stor population med stabil utveckling och tros inte vara utsatt för något substantiellt hot. Utifrån dessa kriterier kategoriserar internationella naturvårdsunionen IUCN arten som livskraftig (LC). Världspopulationen har inte uppskattats men den beskrivs som vanlig till mycket vanlig.